# Schietsport op de Olympische Zomerspelen 1932
De schietsport is een van de sporten die beoefend werden tijdens de Olympische Zomerspelen 1932 in Los Angeles.

## Heren

### kleinkalibergeweer 50 m liggend
| rang   | sporter               | land | score |
| ------ | --------------------- | ---- | ----- |
| Goud   | Bertil Rönnmark       | SWE  | 294   |
| Zilver | Gustavo Huet          | MEX  | 294   |
| Brons  | Zoltán Hradetzky-Soós | HUN  | 293   |
| 4      | Mario Zorzi           | ITA  | 293   |
| 5      | Gustaf Andersson      | SWE  | 292   |
| 5      | William Harding       | USA  | 292   |
| 5      | Karl Larsson          | SWE  | 292   |
| 5      | Francisco Real        | POR  | 292   |

### snelvuurpistool 25 m
| rang   | sporter                           | land | score |
| ------ | --------------------------------- | ---- | ----- |
| Goud   | Renzo Morigi                      | ITA  | 42    |
| Zilver | Heinz Hax                         | GER  | 40    |
| Brons  | Domenico Matteucci                | ITA  | 39    |
| 4      | Walter Boninsegni                 | ITA  | 35    |
| 4      | José González Delgado             | ESP  | 35    |
| 4      | Arturo Villanueva                 | MEX  | 35    |
| 7      | António Soares de Andréa Ferreira | POR  | 29    |
| 7      | Arnulfo Hernández                 | MEX  | 29    |
| 7      | Rafael Alfonso de Sousa           | POR  | 29    |
| 7      | Luther Roberts                    | USA  | 29    |
| 7      | Gustavo Salinas                   | MEX  | 29    |

## Medaillespiegel
| rang   | land      | goud | zilver | brons | totaal |
| ------ | --------- | ---- | ------ | ----- | ------ |
| 1      | Italië    | 1    | 0      | 1     | 2      |
| 2      | Zweden    | 1    | 0      | 0     | 1      |
| 3      | Duitsland | 0    | 1      | 0     | 1      |
| 3      | Mexico    | 0    | 1      | 0     | 1      |
| 5      | Hongarije | 0    | 0      | 1     | 1      |
| totaal | totaal    | 2    | 2      | 2     | 6      |